# Tultitlán
Tultitlán (del nàhuatl, que vol dir «lloc de juncs») és un municipi de l'estat de Mèxic. Tultitlán de Mariano Escobedo és el cap de municipi i principal centre de població d'aquesta municipalitat. Aquest municipi és a la part nord-occidental de l'estat de Mèxic. Limita al nord amb els municipis de Cuautitlán, al sud amb Tlalnepantla de Baz, a l'oest amb Cuautitlán Izcalli i a l'est amb Coacalco de Berriózabal.